# کرنتنر، وین

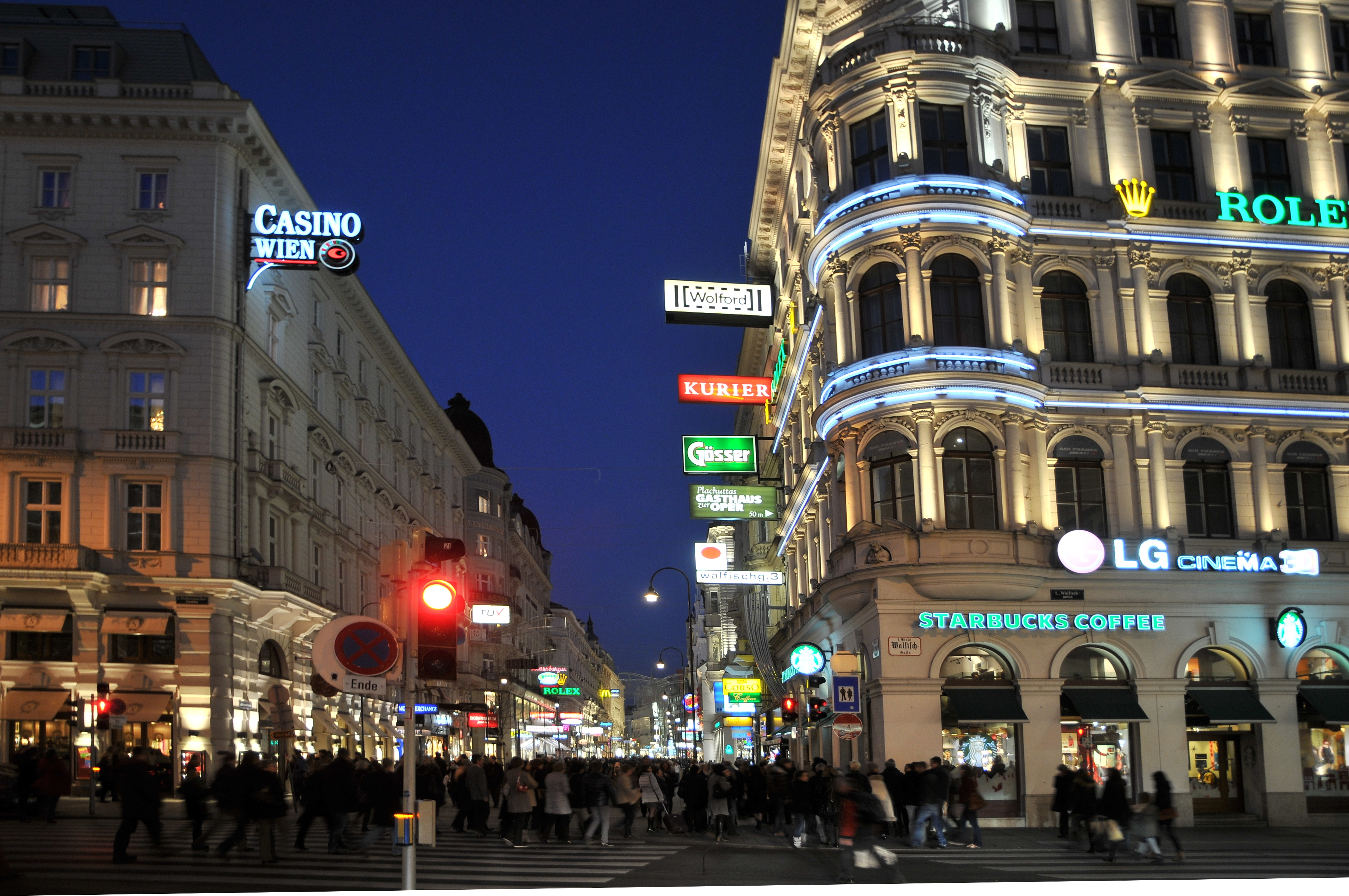
خیابان کرنتنر در شب

خیابان کرنتنر (به آلمانی: Kärntner Straße) معروف‌ترین خیابان خرید در مرکز وین است. که از اشتفان پلاتز تا اپرای ایالتی وین در کارلسپلاتز واقع در رینگ‌اشتراسه ادامه دارد. اولین اشاره به خیابان کرنتنر مربوط به سال ۱۲۵۷ میلادی است که از آن به عنوان "Strata Carintianorum" یاد شده که نشانگر اهمیت آن به عنوان یک جاده تجاری به جنوب استان کرنتن است.